# Saint-Hilaire-la-Treille
Pour les articles homonymes, voir Saint-Hilaire.
Saint-Hilaire-la-Treille est une commune française située dans le département de la Haute-Vienne, dans la région historique de la Basse Marche, dans la région Nouvelle-Aquitaine. Ses habitants sont les Treilhilairois.

## Géographie

### Localisation

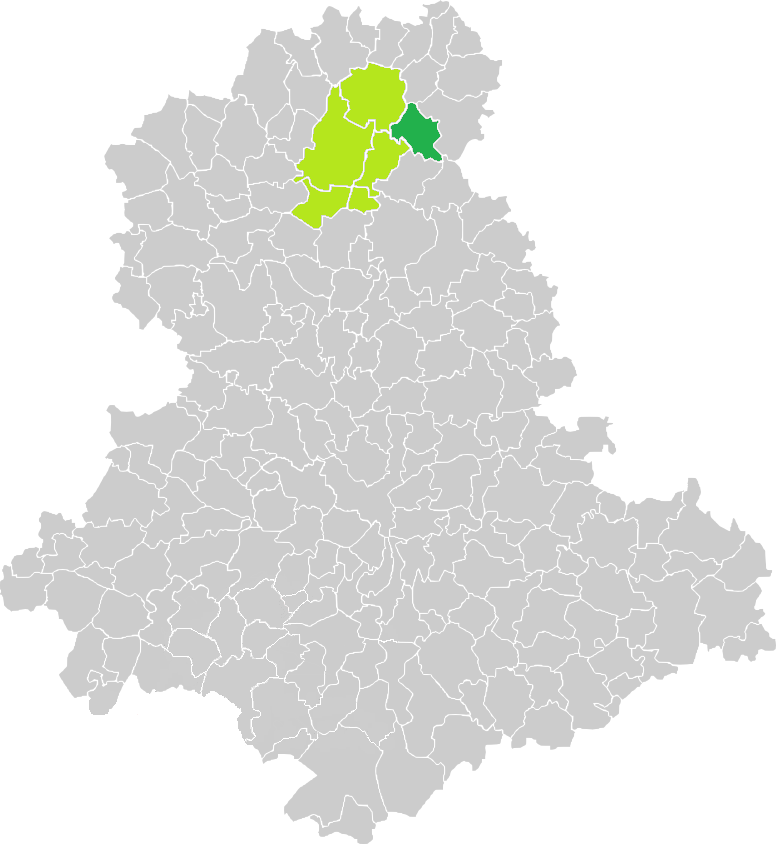
Situation de la commune de Saint-Hilaire-la-Treille en Haute-Vienne.

| Saint-Léger-Magnazeix | Mailhac-sur-Benaize      |                       |
| Dompierre-les-Églises | Saint-Hilaire-la-Treille | Arnac-la-Poste        |
|                       | Saint-Sornin-Leulac      | Saint-Amand-Magnazeix |

### Hameaux et lieux-dits
- Beauvais
- Bord (et son Moulin)
- Champagnac (dit parfois « le grand »)
- La Chapelle
- Chez Pré
- Chez Travais
- Débaillade
- l'Étang
- Foulventour[Note 1]
- Laffait
- la Gane
- Gouaineix
- Grassevaud
- Moulin Siquet[Note 2]
- Masbonnaud
- Mazat (chez)
- Peu du Coudert[Note 3]
- le Peu Villairoux
- Peutru
- Plonnaud
- Ruthier
- Maisonsauzy
- la Terrade
- Treillard (Moulin de chez)
- Chez Travais

### Géologie et relief

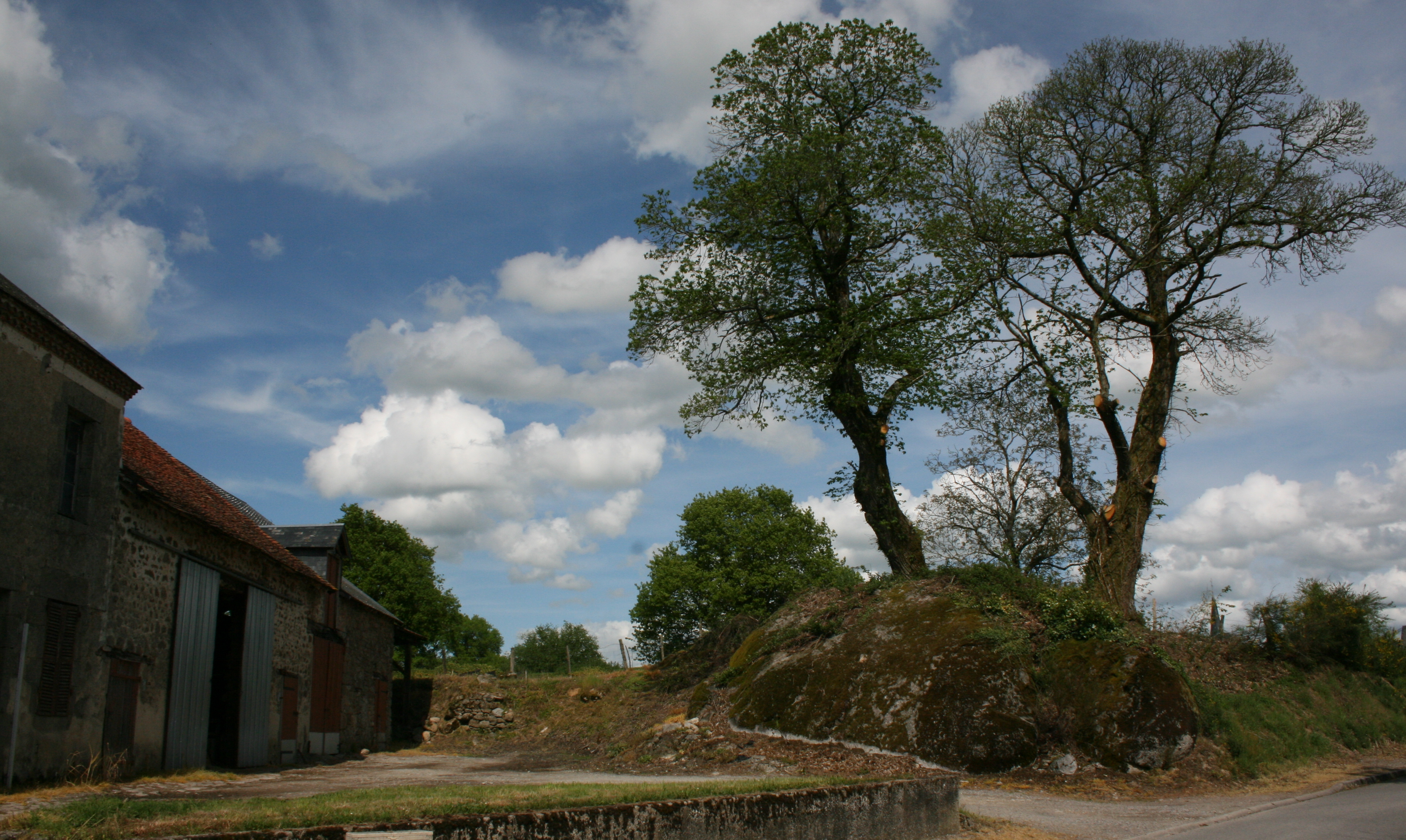
Amas de rochers granitiques à l'entrée du bourg de Saint-Hilaire-la-Treille, en arrivant de Dompierre les églises (en mai 2016).

Un gros amas de rochers granitiques est situé dans le bourg et incorporé à lui, à proximité de l'école.

### Hydrographie
La commune est traversée par les rivières la Brame et l'Asse.

### Climat
Pour des articles plus généraux, voir Climat de la Nouvelle-Aquitaine et Climat de la Haute-Vienne.
Historiquement, la commune est exposée à un climat océanique limousin.  
En 2020, Météo-France publie une typologie des climats de la France métropolitaine dans laquelle la commune est exposée à un climat océanique altéré et est dans la région climatique  Ouest et nord-ouest du Massif Central, caractérisée par une pluviométrie annuelle de 900 à 1 500 mm, maximale en automne et en hiver.
Pour la période 1971-2000, la température annuelle moyenne est de 11 °C, avec une amplitude thermique annuelle de 15 °C. Le cumul annuel moyen de précipitations est de 931 mm, avec 12,7 jours de précipitations en janvier et 7,6 jours en juillet. Pour la période 1991-2020, la température moyenne annuelle observée sur la station météorologique la plus proche, située sur la commune de Magnac-Laval à 12,32 km à vol d'oiseau, est de 12,0 °C et le cumul annuel moyen de précipitations est de 880,4 mm,. Pour l'avenir, les paramètres climatiques de la commune estimés pour 2050 selon différents scénarios d’émission de gaz à effet de serre sont consultables sur un site dédié publié par Météo-France en novembre 2022.

## Urbanisme

### Typologie
Au 1er janvier 2024, Saint-Hilaire-la-Treille est catégorisée commune rurale à habitat très dispersé, selon la nouvelle grille communale de densité à sept niveaux définie par l'Insee en 2022.
Elle est située hors unité urbaine et hors attraction des villes,.

### Occupation des sols
L'occupation des sols de la commune, telle qu'elle ressort de la base de données européenne d’occupation biophysique des sols Corine Land Cover (CLC), est marquée par l'importance des territoires agricoles (90,6 % en 2018), une proportion sensiblement équivalente à celle de 1990 (90,7 %). La répartition détaillée en 2018 est la suivante : 
prairies (60,5 %), zones agricoles hétérogènes (22 %), forêts (9,4 %), terres arables (8,1 %). L'évolution de l’occupation des sols de la commune et de ses infrastructures peut être observée sur les différentes représentations cartographiques du territoire : la carte de Cassini (XVIIIe siècle), la carte d'état-major (1820-1866) et les cartes ou photos aériennes de l'IGN pour la période actuelle (1950 à aujourd'hui).

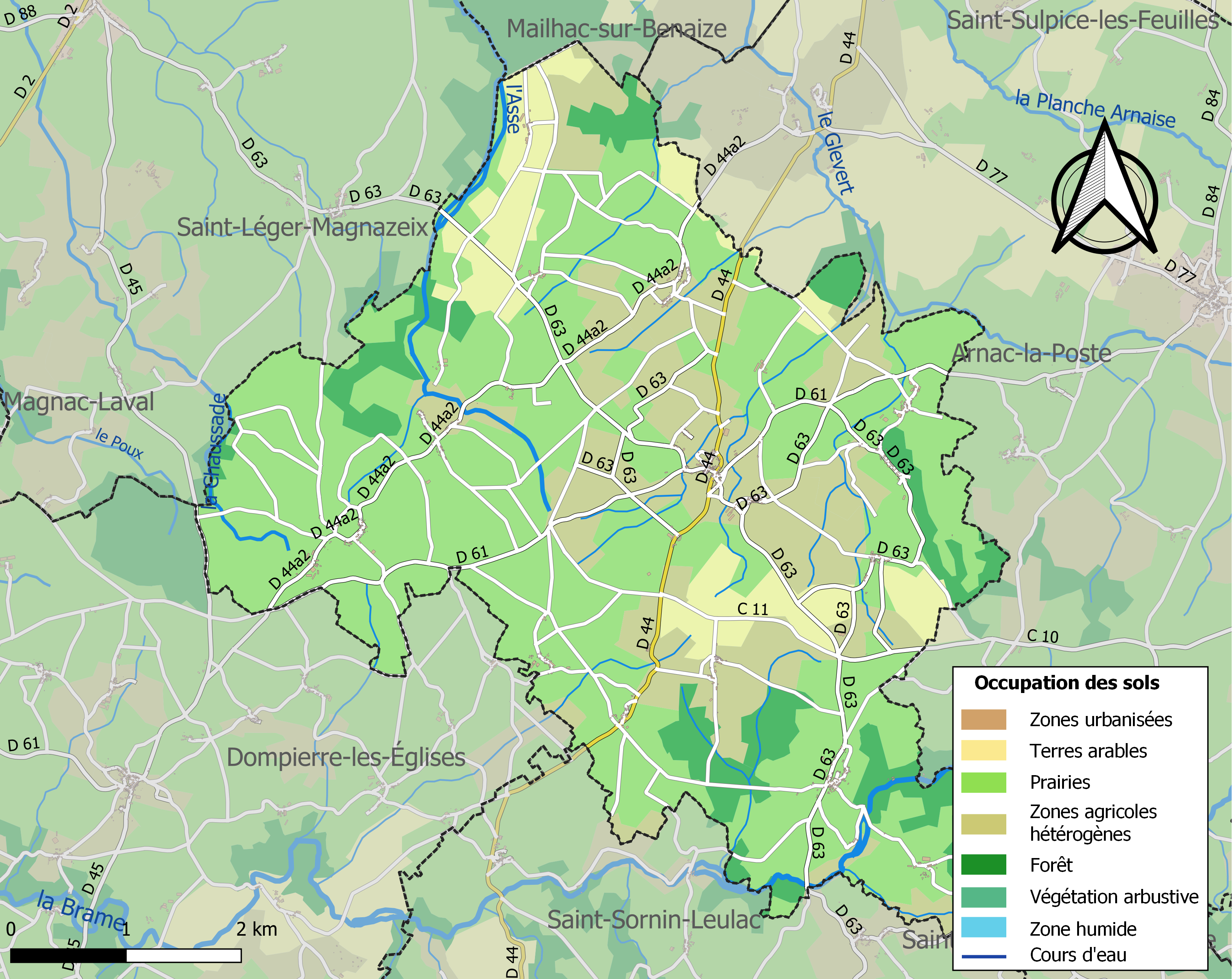
Carte des infrastructures et de l'occupation des sols de la commune en 2018 (CLC).

### Risques majeurs
Le territoire de la commune de Saint-Hilaire-la-Treille est vulnérable à différents aléas naturels : météorologiques (tempête, orage, neige, grand froid, canicule ou sécheresse) et séisme (sismicité faible). Il est également exposé à un risque particulier : le risque de radon. Un site publié par le BRGM permet d'évaluer simplement et rapidement les risques d'un bien localisé soit par son adresse soit par le numéro de sa parcelle.

#### Risques naturels

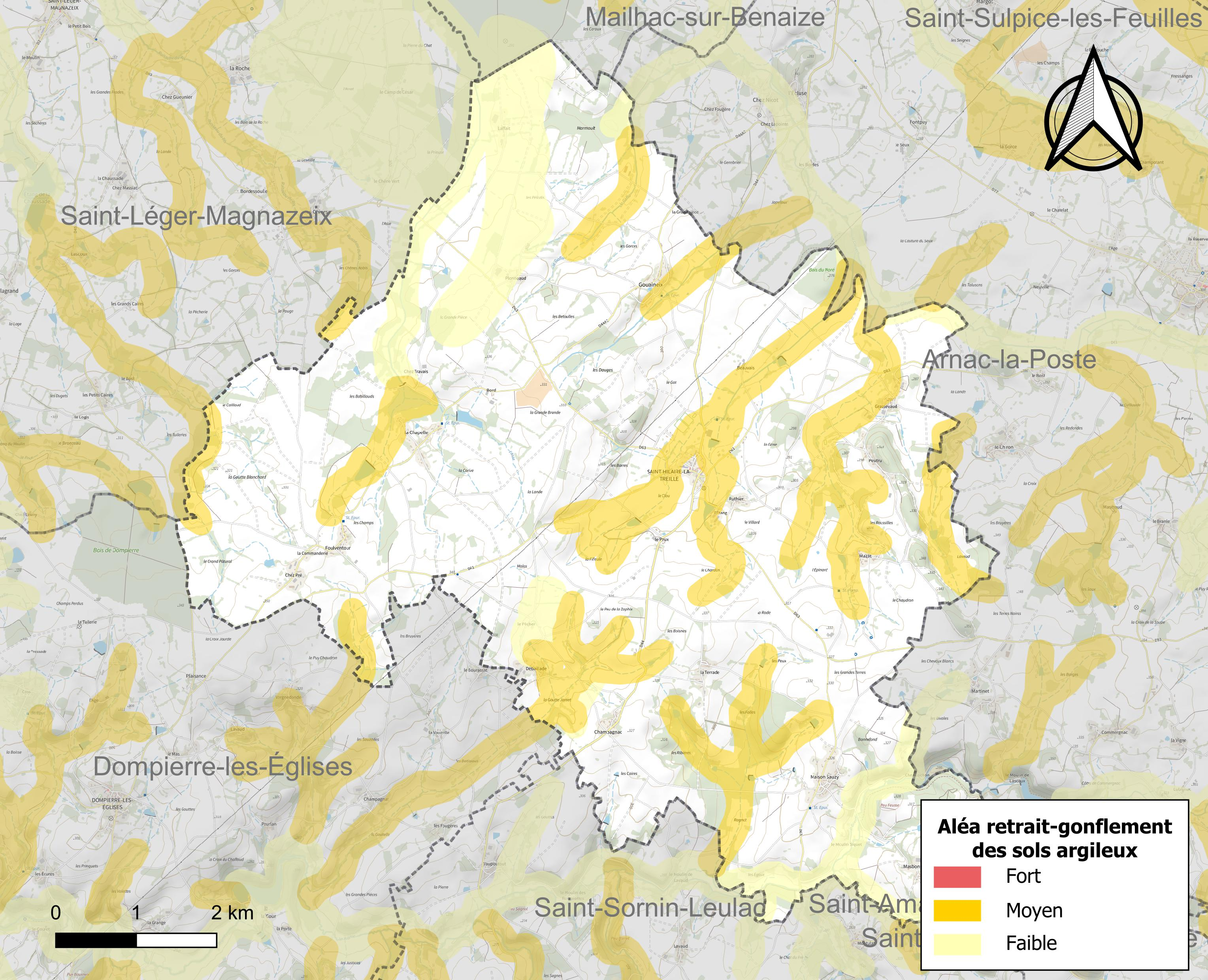
Carte des zones d'aléa retrait-gonflement des sols argileux de Saint-Hilaire-la-Treille.

Le retrait-gonflement des sols argileux est susceptible d'engendrer des dommages importants aux bâtiments en cas d’alternance de périodes de sécheresse et de pluie. 20,5 % de la superficie communale est en aléa moyen ou fort (27 % au niveau départemental et 48,5 % au niveau national métropolitain). Depuis le 1er octobre 2020, en application de la loi ÉLAN, différentes contraintes s'imposent aux vendeurs, maîtres d'ouvrages ou constructeurs de biens situés dans une zone classée en aléa moyen ou fort,.
La commune a été reconnue en état de catastrophe naturelle au titre des dommages causés par les inondations et coulées de boue survenues en 1982 et 1999 et par des mouvements de terrain en 1999.

#### Risque particulier
Dans plusieurs parties du territoire national, le radon, accumulé dans certains logements ou autres locaux, peut constituer une source significative d’exposition de la population aux rayonnements ionisants. Selon la classification de 2018, la commune de Saint-Hilaire-la-Treille est classée en zone 3, à savoir zone à potentiel radon significatif.

## Toponymie
- Saint-Hilaire-la-Treille sur un bail de 1738[21].
- Saint-Hilaire-Magnazeix en 1755[22].
- Saint Hilaire en 1793[3].
- Saint Hillaire et Foulventour en 1800[3].

## Histoire

### Les Templiers et les Hospitaliers
La commanderie de Foulventour est l'une des cinq commanderies templières dépendantes de la commanderie de Paulhac (Creuse), commanderie principale, ou "maison" de Paulhac qui apparaît dans les textes en 1248.
Son moulin banal était situé sur la Brame à Dompierre-les-Églises, sur la rive gauche.
La chapelle de la commanderie est citée dans un compromis entre l'évêque de Limoges et le maître de la province templière du Limousin daté de 1282
Un sergent du Temple poitevin « Frater Aymericus de Primi serviens », dit avoir été reçu, en 1290, en la chapelle de la maison du Temple de « Font Lezentort », au diocèse de Limoges, par le sergent précepteur de Paulhac Jean de la Chaussade, en présence de frère Aymeri de Malvaleix.
Ne serait-ce pas Foulventour, localité peu éloignée de la maison du Temple de la Bussière-Rapy ?
À la suite de la dévolution des biens de l'ordre du Temple, Foulventour devient un membre de la commanderie de Morterolles au sein du grand prieuré d'Auvergne. Ce membre comprenait une église paroissiale sous le vocable de saint Georges avec métairie, grange, une chênaie dite de Morterolles, des dîmes et rentes féodales ainsi que les moulins de « Serran et de Grassavau ».

### Temps modernes
En 1738, les villages de la paroisse devant diverses redevances (rentes, dîmes et autres droits) au prieuré des Bronzeaux sont les suivants : la Terrade, Ruthier, Plonneaud, le Grand Champagnac, l’Ecluse, la Rebière.

## Politique et administration
| Période                                  | Période  | Identité      | Étiquette | Qualité |
| ---------------------------------------- | -------- | ------------- | --------- | ------- |
| avant 1981                               | ?        | Roger Poussif | PS        |         |
| mars 2001                                | En cours | Odile Berger  | app. PS   |         |
| Les données manquantes sont à compléter. |          |               |           |         |

## Démographie
L'évolution du nombre d'habitants est connue à travers les recensements de la population effectués dans la commune depuis 1793. Pour les communes de moins de 10 000 habitants, une enquête de recensement portant sur toute la population est réalisée tous les cinq ans, les populations de référence des années intermédiaires étant quant à elles estimées par interpolation ou extrapolation. Pour la commune, le premier recensement exhaustif entrant dans le cadre du nouveau dispositif a été réalisé en 2006.

En 2022, la commune comptait 360 habitants, en évolution de −6,01 % par rapport à 2016 (Haute-Vienne : −0,68 %, France hors Mayotte : +2,11 %).
| 1793 | 1800 | 1806 | 1821  | 1831  | 1836  | 1841  | 1846  | 1851  |
| ---- | ---- | ---- | ----- | ----- | ----- | ----- | ----- | ----- |
| 854  | 736  | 889  | 1 087 | 1 089 | 1 137 | 1 130 | 1 200 | 1 158 |

| 1856  | 1861  | 1866  | 1872  | 1876  | 1881  | 1886  | 1891  | 1896  |
| ----- | ----- | ----- | ----- | ----- | ----- | ----- | ----- | ----- |
| 1 100 | 1 061 | 1 073 | 1 107 | 1 141 | 1 120 | 1 062 | 1 077 | 1 092 |

| 1901  | 1906  | 1911  | 1921 | 1926 | 1931 | 1936 | 1946 | 1954 |
| ----- | ----- | ----- | ---- | ---- | ---- | ---- | ---- | ---- |
| 1 112 | 1 166 | 1 175 | 991  | 934  | 858  | 834  | 853  | 761  |

| 1962 | 1968 | 1975 | 1982 | 1990 | 1999 | 2006 | 2011 | 2016 |
| ---- | ---- | ---- | ---- | ---- | ---- | ---- | ---- | ---- |
| 733  | 681  | 606  | 513  | 453  | 396  | 428  | 398  | 383  |

| 2021 | 2022 | - | - | - | - | - | - | - |
| ---- | ---- | - | - | - | - | - | - | - |
| 362  | 360  | - | - | - | - | - | - | - |

## Lieux et monuments
- Église Saint-Hilaire de Saint-Hilaire-la-Treille

### Les moulins sur laBrame[24]

#### Moulin Treillard ou de Chez Trillard
Situé sur la rive droite, il existait en 1750. C'était un moulin à grains 6,5 qui donnait quintaux/jour, 6300 qx, jusqu’en 1962.  Le dernier meunier connu est M. Pailler.

#### Moulin Liquetdevenu ensuitele Moulin Siquet
Chute : 4,27 m, 283 l/s, 11 cv.
Moulin à grains transformé en moulin à huile en 1921, dernier meunier : M. Leblanc.
À nouveau transformé en cidrerie et scierie de grumes, jusqu’en 1972, appartenant à M. Alamôme, dit Chopine.

## Personnalités liées à la commune

### Jacques Bertrand

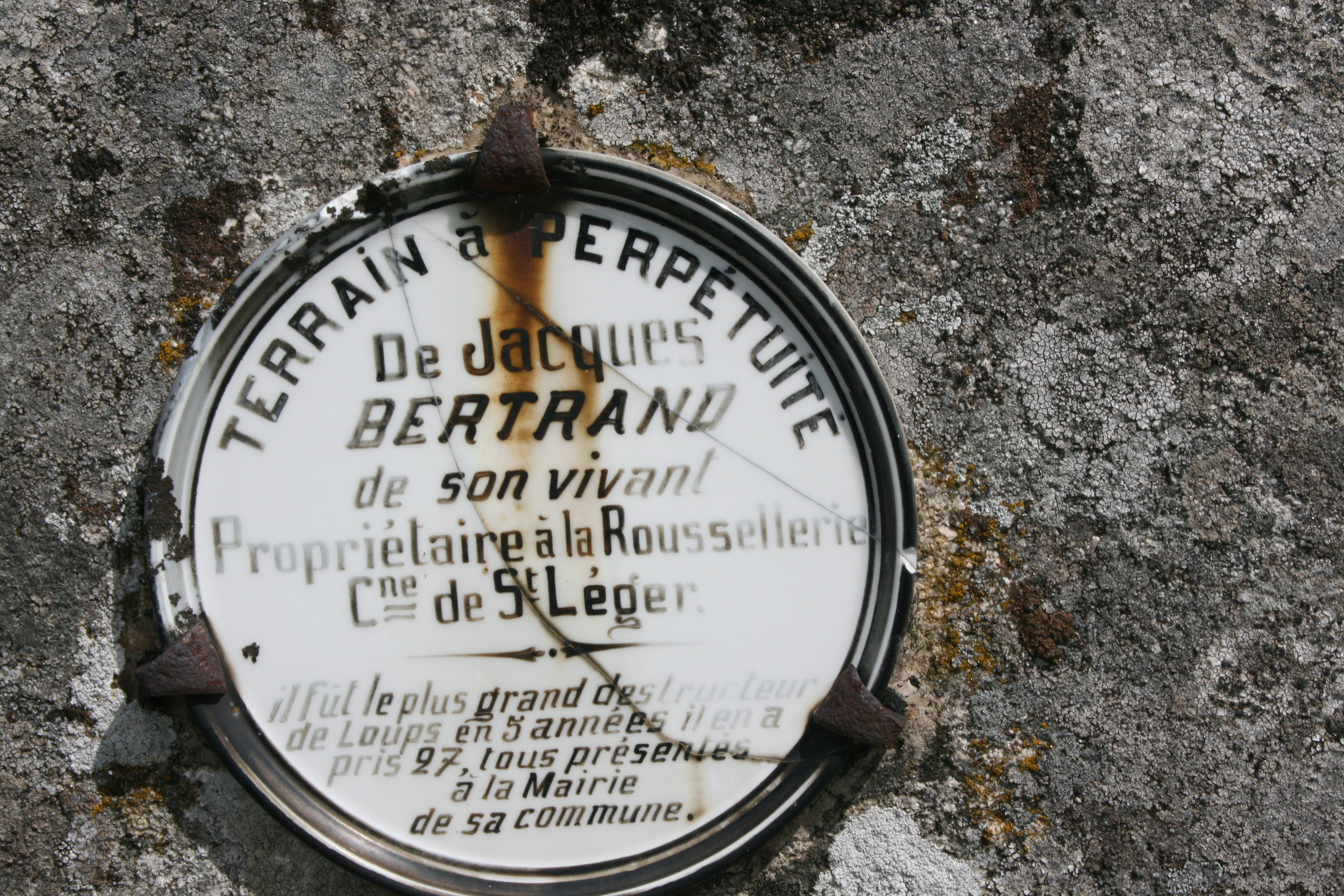
Jacques Bertrand, personnalité locale du siècle dernier ou de celui d'avant (fin XIXe), inhumé dans le cimetière de Saint-Hilaire-la-Treille.(en mai 2016).

Sur une tombe du cimetière communal figure l’inscription suivante : "Terrain à perpétuité de Jacques BERTRAND, de son vivant propriétaire à la ROUSSELLERIE, commune de SAINT-LEGER-MAGNAZEIX. Il fut le plus grand destructeur de loups : en 5 années, il en a pris 27, tous présentés à la mairie de sa commune."

### Albert Bouzat
Très brillant chimiste, né à Saint Hilaire la Treille le 22 mai 1873, décédé à Rennes le 17 juin 1964. Il était arrivé à Rennes en 1903 comme maître de conférence à la faculté des sciences. Titulaire de la chaire de chimie à partir de 1909, il deviendra doyen de la faculté en 1935, jusqu'à sa retraite en 1940.
Sortant de l'École normale supérieure, il obtient l'agrégation en 1895. En 1899, il est préparateur de Marcelin Berthelot, professeur au Collège de France, qui guide ses premiers travaux.
Ses  travaux  portent  d'abord  sur  les  composés  cuproamnoniques  et  la  comparaison  des systèmes invariants qui sont les sujets de ses deux  thèses. En 1924, il précise le point d'ébullition du Brome (58,8 °C) qui demeurait vague depuis sa découverte. En 1930, il étudie les hydrates de gaz. Il met aussi au point une méthode de dessalement de l'eau de mer.
En 1921 il devient le premier directeur de « l’Institut de chimie » ancêtre de l’actuelle école de chimie de Rennes (ENSCR). Auteur de deux ouvrages de chimie : Chimie générale (1936) et L'Énergie atomique (1940) ils sont traduits en plusieurs langues et toujours disponibles dans la collection Que sais-je ?

## Contes et Légendes[34]

### Le seigneur de Grassevaud
– Mon petit, sais-tu pourquoi Pierre Bléraud, propriétaire du château de Grassevaud signait «Les hirondelles portent malheur » ?
– Non, grand-père. Raconte !
– C’est une bien triste histoire. En ce temps-là, les seigneurs étaient les maîtres. Pierre Bléraud, seigneur de Grassevaud, tuait les hirondelles.
- Un jour, en tirant, il a tué son fils. Fou de douleur, il prit l’habitude de signer «Les hirondelles portent malheur ».

### Les Périments
Aux limites des communes d’Arnac-la-Poste et de Saint-Hilaire-la -reille, les hommes ont toujours redouté les Périments. Les marécages et les tourbières humides constituent les Périments. La crainte est apparue à la suite de la disparition en ces lieux d’un paysan avec sa charrette et ses bœufs. Lors des veillées, ce récit était toujours rappelé aux enfants afin de les appeler à la prudence et d’éviter d’autres catastrophes.

### À propos de Jacques Bertrand
Jacques BERTRAND ! Oh la la.. quel grand tueur de loups ! Sais-tu comment il faisait ?
Eh bien, quand le loup arrivait la gueule grande ouverte, il se mettait bien en face et il lui enfonçait son bras dans la gueule si profond, qu’il lui attrapait la queue et le retournait comme une chaussette !